# Trevor Williams
Trevor Anthony Williams (San Diego, California, 25 de abril de 1992), más conocido como Trevor Williams, es un jugador profesional estadounidense de béisbol que se desempeña en la posición de lanzador en Washington Nationals, equipo de las Grandes Ligas de Béisbol (MLB).

## Carrera
Williams hizo su debut en la MLB con el equipo Pittsburgh Pirates, en el cual jugó cinco temporadas (2016-2020), después pasó a Chicago Cubs (2021), luego a New York Mets (2021-2022), posteriormente a Washington Nationals, donde lleva jugando dos temporadas.